# Simfonia
Simfonia – wirtualny operator, który działał w oparciu o infrastrukturę Orange Polska. Właścicielem sieci Simfonia była firma MNI Centrum Usług (dawniej MNI Telecom), należąca do giełdowej spółki medialnej MNI. Sieć powstała w grudniu 2007 r. i skierowana była głównie do klientów operatora alternatywnego MNI Telecom. Po przeniesieniu klientów sieci Mobilking oraz uzyskaniu praw do marki, sieć była prowadzona pod nazwą Mobilking mobi. Firma zakończyła działalność w dziedzinie telefonii komórkowej 9 lutego 2015 r.